# صقيقة
صقيقة (الاسم العلمي Paracaryum)، جنس نباتات عشبية معمرة زباء من فصيلة الحمحمية. أنواعه المعروفة قليلة العدد اعطانها تمتد من الشرق الأوسط إلى الهند. سوقها كثيفة الخمل والزغب تعلو من 30 إلى 70 سم. أوراقها قلبية الشكل، سنانية الأطراف. أوراقها الجذعية بيضية الشوزن. إزهرارها متباين الأشكال منه العنقودي والعثكولي. ازهارها عديدة الألوان بكثر فيها الأحمر والأزرق.